# Dorkas gazela
Dorkas gazela (lat. Gazella dorcas) je gazela iz aridnih područja sjeverne Afrike.

## Opis
Ima tjelesnu težinu od 15-20 kg i visinu u ramenima od 55-65 cm. Ženka je jedna od najmanjih vrsta antilopa. Kao pustinjska životinja koristi se kamuflažom pa je boje pijeska, kako bi se sakrila od neprijatelja. Oba spola imaju rogove. S donje strane je bijela, a smeđa na boku.

## Rasprostanjenost
Obitava u pustinjama sjeverne Afrike, na cijelom području Sahare i Sahela do Izraela, Jordana i Sirije. Slična vrsta saudijska gazela, nekada se smatrala podvrstom dorkas gazele. 

## Način života
Dorkas gazela je dobro prilagođena sušnim područjima. Može duže vremena živjeti bez vode, jer je u stanju zadovoljiti svoje potrebe unošenjem tekućine preko rose i prehranom. 
Klasificirana je kao ugrožena vrsta, jer je rijetka zbog prekomjernog lova. 